# 阿斯特里德公主海岸
70°45′S 12°30′E / 70.750°S 12.500°E
阿斯特里德公主海岸（英語：Princess Astrid Coast）位于东部南极洲毛德皇后地，东经5°至东经20°之间。1931年，挪威捕鲸者首次到达该海岸，并以挪威公主阿斯特丽公主命名该地。海岸有俄罗斯科学考察站。